# Locomotora CSR SDD7
La locomotora CSR SDD7 es un modelo de locomotora diésel-eléctrica fabricada por la empresa CSR Qishuyan Co. Ltd. en su planta industrial de Changzhou, en el este de China. En 2013, un total de 24 locomotoras y 160 coches de pasajeros llegaron a la Argentina, para la modernización de los servicios suburbanos de la línea San Martín.

## Características técnicas
Las medidas máximas de la locomotora se ajustan a las especificaciones de la norma NEFA 604, que regula el gálibo del material rodante de las líneas de trocha ancha (1676 mm) en la Argentina. Las unidades tienen dos cabinas de conducción en cada extremo, conectadas por un pasillo de comunicación interno. El peso total es de 114 t y el peso máximo por eje es de 19 t. El generador principal, fabricado por Caterpillar, modelo 3516B, entrega 1640 kW a una velocidad mínima continua de 21,5 km/h.  Las locomotoras tienen dos bogies con tres ejes tractores (denominación Co'Co'); cada eje tiene un motor de tracción independiente, controlado por microprocesador, para disminuir el patinaje y aumentar el esfuerzo de tracción, que llega a un máximo de 320 kN, mientras que el esfuerzo continuo de tracción es de 200 kN.
Cada locomotora tiene un depósito de combustible de 6500 L, carga 410 L de aceite en carter tipo 15w40, 900 L de agua y 400 kg de arena en los areneros.
Las unidades fueron identificadas con los códigos B950 a B973.

## Servicios
La línea San Martín une la estación Retiro, en la zona céntrica de la ciudad Autónoma de Buenos Aires con la estación Dr. Domingo Cabred (Open Door) ubicada en el partido de Luján. La línea tiene una longitud de 70 km y 22 estaciones.
El jueves 24 de octubre de 2013, las locomotoras comenzaron a prestar servicios semirrápidos en la línea San Martín. En una primera etapa del proceso de modernización, se elevaron andenes en Retiro, Villa del Parque, Devoto, Sáenz Peña, y José C. Paz.

## Crisis tractiva
Al no contar con talleres propios para el mantenimiento pesado del parque tractivo, la Línea San Martín tiene delegada esta tarea en talleres privados, siendo la filial argentina de la empresa rusa TMH la encargada. Pero por problemas administrativos y de capacitación, solo se habían intervenido no más de 5 formaciones de las 24 del parque. Ante esto, el servicio de la línea se vio reducido ante la imposibilidad de reparar las fallas que presentaban las formaciones CSR, al punto de circular con frecuencia de feriado durante gran parte de 2023. En julio de ese año, y después de varias postergaciones, se retomó la licitación para la reparación de las formaciones, que a la fecha, cumplieron 10 años de servicio superando el kilometraje necesario para su revisión general